# Francisco Rodríguez Marín
Francisco Rodríguez Marín, né le 27 janvier 1855 à Osuna et mort le 9 juin 1943 à Madrid, est un poète espagnol, folkloriste, parémiologue, lexicographe et spécialiste de Cervantes.

## Biographie
Francisco Rodríguez Marín naît le 27 janvier 1855 à Osuna. En 1864, alors qu'il a neuf ans, sa mère meurt. Il suit des études secondaires à Osuna et, après avoir obtenu son diplôme, passe trois ans sur le domaine de la « Viña de Pago Dulce ». Il étudie le droit à l'université de Séville et s'intéresse aux chansons populaires espagnoles par le biais de la Sociedad del Folk-Lore Andaluz, qu'il cofonde en 1881 et où il rencontre Antonio Machado y Álvarez, Alejandro Guichot et Luis Montoto, entre autres chercheurs ; il collabore à sa revue El Folk-Lore Andaluz (1882-1883). En 1883, il retourne à Osuna, où il travaille comme avocat jusqu'à la suppression du tribunal de première instance d'Osuna en 1895. En 1885, il épouse Dolores Vecino, avec qui il a plusieurs enfants. Jusqu'en 1904, cependant, il travaille également comme journaliste à Osuna (à cette époque, il commence à utiliser le pseudonyme El bachiller Francisco de Osuna), comme poète et comme avocat à Séville (à partir de 1895, en raison de la suppression du tribunal d'Osuna) ; mais en 1897, il perd presque totalement sa voix à la suite d'une opération du larynx et abandonne le forum pour se consacrer entièrement à la littérature, bien qu'il ait déjà publié trente-neuf ouvrages, nombre qui passera à cent cinquante à sa mort. Il est éditeur de la revue sévillane La Enciclopedia, où il dirige pendant un certain temps la section intitulée « Poemas vulgares », et   participe aux plus importants tertulias de la ville, notamment « La Genuina », noyau de l'Ateneo Hispalense. Il collabore dans les journaux locaux El Alabardero, El Posibilista y La Tribuna et dans le madrilène La Mañana. Plus tard, il contribuera, entre autres, au Boletín Folklórico Español, Blanco y Negro, La Ilustración Española y Americana, Unión Ibero-Americana, le Boletín de la Real Academia Española et le Boletín de la Real Academia de la Historia. Libéral pendant ses années d'études et de droit, il est germanophile pendant la Première Guerre mondiale et évolue vers des positions conservatrices et mauristes, devenant un partisan du camp des rebelles au début de la Guerre Civile.

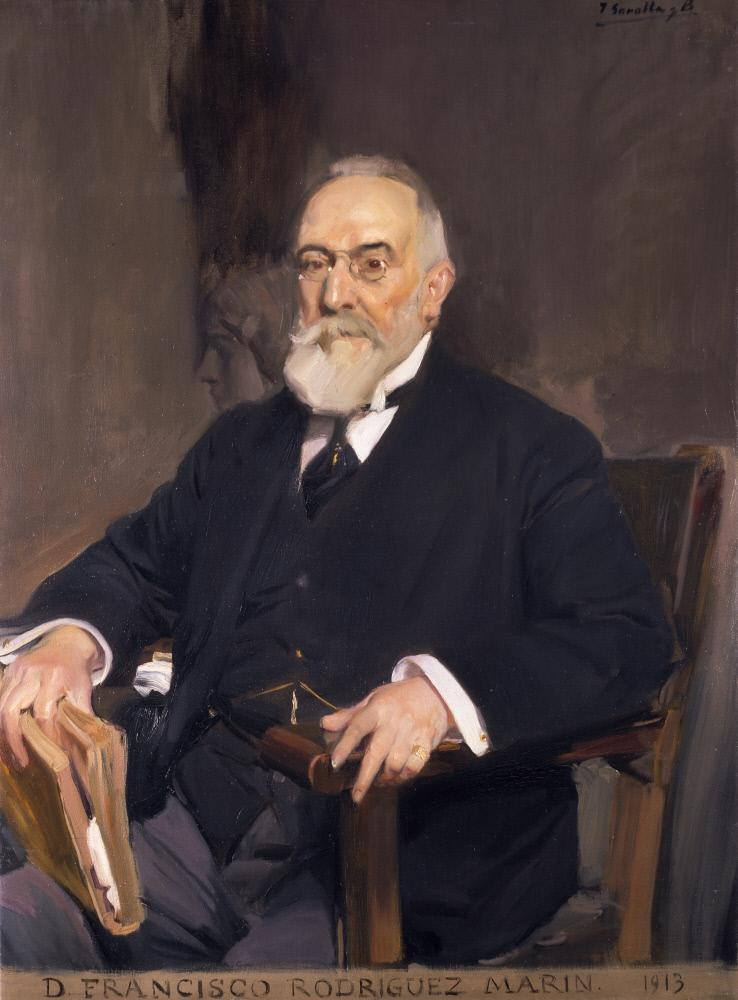
Francisco Rodríguez Marín, 1913
Joaquín Sorolla
The Hispanic Society of America, New York

Il s'intéresse particulièrement à la littérature populaire traditionnelle, aux études sur Cervantès et à la littérature andalouse du Siècle d'Or; à laquelle il consacre une capacité de travail exceptionnelle. En 1895, il rencontre à Séville Marcelino Menéndez Pelayo, avec qui il était déjà en correspondance, et est nommé membre titulaire de l'Académie des Belles Lettres de Séville. En 1897, il est nommé conseiller au conseil municipal de Séville pour le Parti Libéral de Segismundo Moret. Le 27 octobre 1907, il est devient membre de l'Académie royale espagnole (RAE); son discours de réception porte sur la "Vie de Mateo Alemán". Il dirige également la Bibliothèque nationale de Madrid (1912-1930), la considérant comme un outil de recherche personnel. Son Guía histórica y descriptiva de los Archivos, Bibliotecas y Museos Arqueológicos de España (Madrid : Rev. de Archivos, 1916, 2 vol.) date de cette période. En 1927, il est élu à  l'Académie royale d'histoire. En 1931, sa femme, Dolores Vecino meurt. Octogénaire, mais encore lucide, il se réfugie pendant vingt-six mois, pendant la guerre civile, dans le village de Piedrabuena (Ciudad Real), où vit sa fille Carlota, et y écrit En un lugar de La Mancha. Divagaciones de un ochentón evacuado de Madrid durante la guerra (Madrid: C. Bermejo, 1939). Le 23 juillet 1940, il est nommé directeur de l'Académie royale espagnole.
Il meurt en 1943, alors qu'un hommage était en préparation pour lui.

## Travail

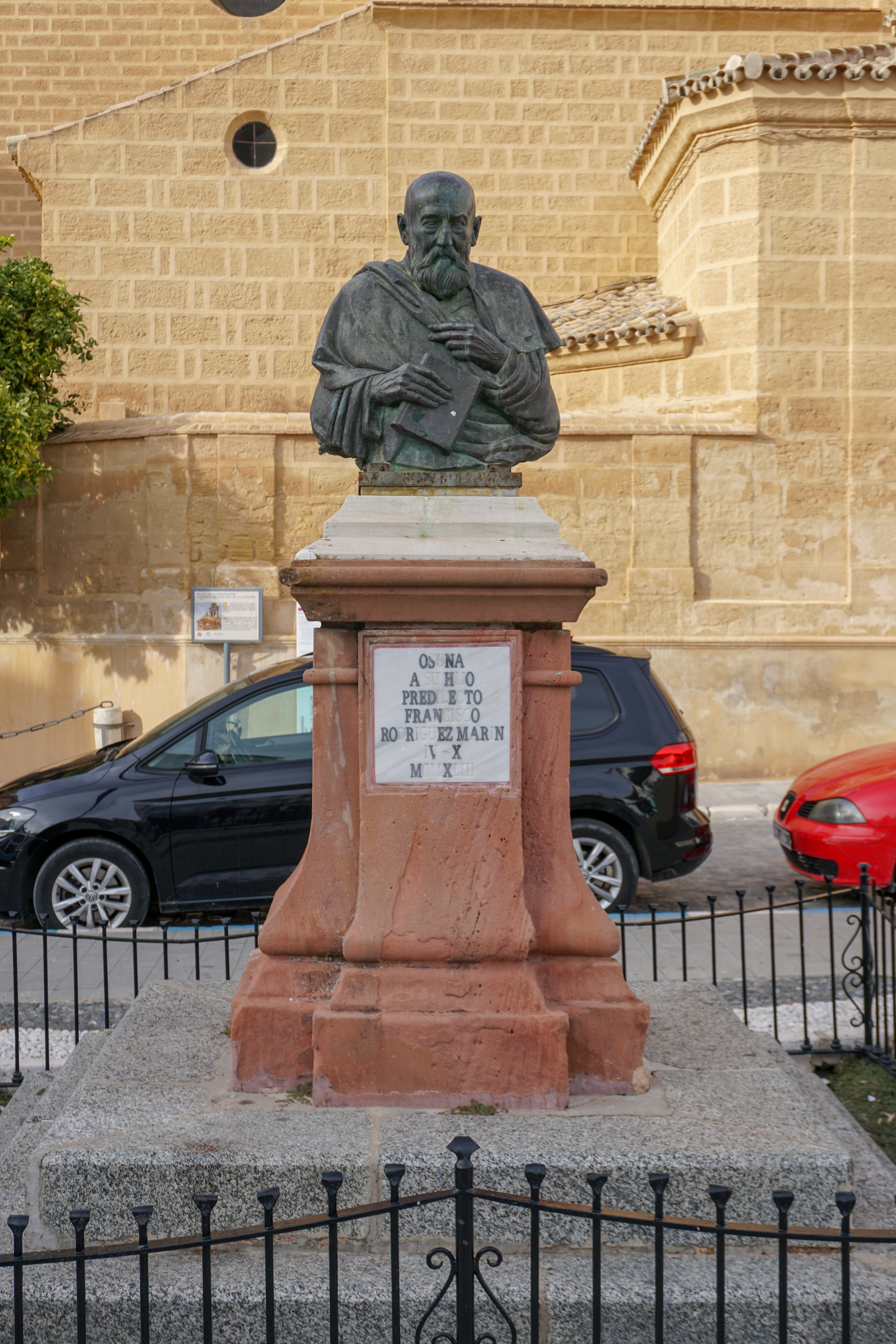
Statue de Francisco Rodríguez Marín à Osuna.

Il a publié trois éditions de Don Quichotte, la dernière à titre posthume et les deux dernières dites « critiques », mais en réalité elles ne purifiaient pas le texte avec des méthodes philologiques qu'il ne connaissait pas et n'avait pas étudiées, mais se limitaient à le documenter et à l'expliquer avec des notes érudites selon la méthodologie positiviste.La quatrième édition, aujourd'hui la plus recommandable, est parue à titre posthume, en 1947-1949. Sa première édition, toujours disponible sans mise à jour dans la série Clásicos Castellanos de Editorial Espasa-Calpe, est inférieure aux trois suivantes. Il a également publié des éditions d'autres œuvres de  Miguel de Cervantes et des collections de documents inédits de Cervantès, ainsi que de nombreux recueils de chansons, couplets et dictons espagnols. Il fut également un bio-bibliographe consciencieux de Pedro Espinosa, dont la célèbre anthologie Flores de poetas ilustres (1605), comprenant sa deuxième partie inédite, de Luis Barahona de Soto et de Mateo Alemán. Il étudie également Cristóbal Suárez de Figueroa et Luis Gálvez de Montalvo et imprimé avec de copieuses annotations et d'utiles études préliminaires les poèmes de Baltasar de l'Alcazar et El diablo cojuelo de Luis Vélez de Guevara. Il fait partie de nombreuses sociétés littéraires, dont l'Hispanic Society of America.
En tant que poète, il a écrit, entre autres, des madrigales et sonnets dont le thème et le style rappellent l'âge d'or, ainsi que des imitations en prose du style baroque comme dans Nueva premática del tiempo (1891). Sa poésie a été compilée sous le titre A la real de España. Poesías selectas (1871-1941) (Madrid: Imprenta Prensa Española, 1942)  et un recueil de ses articles de presse a été publié sous l'égide de l'Asociación de Amigos de Rodríguez Marín : Artículos periodísticos (Madrid, 1957). Il a lui-même compilé le epistolario échangé avec son ami Marcelino Menéndez y Pelayo (Epistolario de Menéndez Pelayo y Rodríguez Marín (1891-1912), Madrid, imp. De C. Bermejo, 1935). En tant que lexicographe, il a notamment rassemblé Dos mil quinientas voces castizas y bien autorizadas que piden lugar en nuestro léxico (1922).
Cependant, sa renommée, devenue immense en tant que cervantista, a été réévaluée à l'époque moderne : on lui reproche généralement les défauts de la méthodologie positiviste du XIXe siècle en termes d'abus de documentation et de manque de rigueur philologique et ecdotique : il n'a pas pris la peine d'informer le lecteur des différences textuelles entre les éditions de Juan de la Cuesta , et les questions textuelles et la purification du texte de Miguel de Cervantes ne l'intéressaient pas, arrangeant tout à sa manière et ne laissant aucune trace de ses changements ; il a fait passer pour des « éditions critiques » de Don Quichotte des œuvres qui ne l'étaient pas selon les canons de la philologie. En ce sens, il n'a pas tenu compte de l'édition des Œuvres de Cervantès par Adolfo Bonilla y San Martín et Rodolfo Schevill, qui était très stricte dans sa purification du texte, jusqu'à l'édition plus étendue de Francisco Rico. Il a également accaparé ou profité des travaux d'autres cervantistes tels que Cristóbal Pérez Pastor et James Fitzmaurice-Kelly. Il a également certifié qu'un tableau, en réalité un faux, était le véritable portrait de Cervantès peint par Juan de Jáuregui. En revanche, il n'offre pas une vision globale de l'œuvre de Cervantès et ignore des œuvres aussi importantes que Les Travaux de Persille et Sigismonde, le théâtre ou la moitié des Nouvelles exemplaires.
Ses archives se trouvent à la bibliothèque Tomás Navarro Tomás du CSIC.

## Œuvres
- Suspiros, Sevilla, 1875 (poésie).
- Auroras y nubes: poesías Sevilla: 1878.
- Entre dos luces. Artículos jocoserios y poesías agridulces, Sevilla, 1879 (2.ª edición).
- Basta de abusos: El pósito del doctor Navarro: su fundación y su estado actual Sevilla: Imprenta de El Eco de Sevilla, 1880 (artículos).
- Los cuentezuelos populares andaluces anotados, 1880.
- Tanto tienes, tanto vales, comedia en un acto y en verso, Sevilla, 1882 (2.º ed.)
- Quinientas comparaciones populares andaluzas, Osuna, 1884.
- Juan del Pueblo: historia amorosa popular, Sevilla, 1882; 2.ª ed. 1903.
- Historias vulgares, Sevilla, 1882, relatos.
- Cantos populares españoles recogidos, ordenados e ilustrados por Francisco Rodríguez Marin, Sevilla: Francisco Álvarez y Ca, 1882-1883.
- Los refranes andaluces de Meteorología, Cronología, Agricultura y Economía rural, Fregenal, 1883; 2.ª ed. Sevilla, 1894.
- El "Cantar de los Cantares" de Salomón traducido directa y casi literalmente del hebreo en verso castellano, Osuna, 1885.
- Apuntes y documentos para la historia de Osuna, Osuna, 1889.
- Nueva premática del tiempo (1891).
- Flores y frutos: poesías (1879-1891) Sevilla: 1891.
- Sonetos y sonetillos, Sevilla, 1893.
- De rebusco: sonetos Sevilla: 1894.
- Ciento y un sonetos de Francisco de Osuna y de Francisco Rodríguez Marín Sevilla: 1895.
- Madrigales Sevilla: 1896.
- Los refranes del Almanaque, explicados y concordados con los de varios países románicos, Sevilla, 1896.
- Edición de Primera parte de las flores de poetas ilustres de España ordenada por Pedro Espinosa Sevilla: 1896.
- Comentarios en verso escritos en 1599 para un libro que se había de publicar en 1896, Sevilla, 1897.
- Fruslerías anecdóticas, Sevilla, 1898.
- La onza de oro y la perra chica, Sevilla, 1898; 2.ª ed. Sevilla, 1899.
- Mil trescientas comparaciones populares andaluzas recogidas de la tradición oral: concordadas con las de algunos países románicos y anotadas Sevilla: 1899.
- Luis Barahona de Soto: estudio biográfico, bibliográfico y crítico Madrid : Estab. tip. Sucesores de Rivadeneyra, 1903.
- Rinconete y Cortadillo, novela de Miguel de Cervantes Saavedra. Edición crítica por Francisco Rodríguez Marín. Obra honrada con el premio, en certamen público extraordinario, por votación unánime de la Real Academia Española é impresa á sus expensas. Editio princeps. Tipografía de Francisco de P. Díaz, Sevilla, 1905.
- Pedro Espinosa: estudio biográfico, bibliográfico y crítico Madrid: 1907.
- (es) Francisco Rodríguez Marín, Vida de Mateo Alemán, Séville, Académie royale espagnole, 1907 (lire en ligne)
- Del oído a la pluma: narraciones anecdóticas, Madrid: Imprenta de la Biblioteca Patria, 1908; se reimprimió varias veces.
- Quisicosillas. Nuevas narraciones anecdóticas Madrid: Biblioteca Patria, 1910.
- Edición de Obras de Pedro Espinosa Madrid: 1909.
- Edición de Don Quijote de «Clásicos La Lectura» (después, ≪Clásicos Castellanos≫), en ocho tomos, de 1911-1913.
- Edición de Cristóbal Suárez de Figueroa, El pasajero: Advertencias utilísimas a la vida humana Madrid : Renacimiento, 1913.
- Edición de Don Quijote, en seis tomos (1916-1917).
- Edición de Luis Vélez de Guevara, El diablo cojuelo Madrid: Ediciones de «La Lectura», 1918.
- Cincuenta cuentos anecdóticos, Madrid: Tipografía de la Revista de Archivos, Bibliotecas y Museos, 1919[Note 1].
- Dos mil quinientas voces castizas y bien autorizadas que piden lugar en nuestro léxico, Madrid: Tipografía de la Revista de Archivos, Bibliotecas y Museos, 1922.
- Nuevos datos para las biografías de cien escritores de los siglos XVI y XVII Madrid: 1923.
- Más de 21000 refranes castellanos no contenidos en la copiosa colección del maestro Gonzalo Correas allegolos de la tradición oral y de sus lecturas Madrid: 1926.
- Edición "crítica" de Don Quijote, en siete tomos (1927-1928).
- El alma de Andalucía en sus mejores coplas amorosas escogidas entre más de 22.000 Madrid: 1929. Hay facsímil de Madrid: Editorial Atlas, 1975.
- Modos adverbiales castizos y bien autorizados que piden lugar en nuestro léxico Madrid: 1931.
- 12.600 refranes más: no contenidos en la colección del maestro Gonzalo Correas ni en «Más de 21.000 refranes castellanos» Madrid: 1930.
- Los 6.666 refranes de mi última rebúsqueda: que con «Más de 21.000» y «12.600 refranes más» suman largamente 40.000 refranes castellanos no contenidos en la copiosa colección del maestro Gonzalo Correas Madrid, 1934.
- Zorrilla comentador póstumo de sus biógrafos. Cartas íntimas e inéditas del gran poeta español (1883-1889), 1934.
- El doctor Gimeno como literato, 1934.
- 6666 refranes de mi última rebusca, 1934.
- 250 refranes recogidos en Piedrabuena, 1938.
- En un lugar de La Mancha, 1939
- Todavía 10.700 refranes más. Madrid, 1941.
- Edición póstuma de Don Quijote con correcciones y nuevas nota y apéndices, en diez tomos (1947-1949).